# ماد بيك
ماد بيك (بالإنجليزية: Mad Peck)‏ هو رسام كارتون أمريكي، ولد في 1942 في نيويورك في الولايات المتحدة.

## وصلات خارجية
- الموقع الرسمي